# Marie Le Masson Le Golft
Pour les articles homonymes, voir Le Masson.
Marie Le Masson Le Golft, née le 25 octobre 1749 au Havre et morte le 3 janvier 1826 à Rouen, est une femme de lettres, naturaliste et dessinatrice française.

## Biographie
Marie Le Masson Le Golft est la fille du capitaine de navire Jean Le Masson (1711 Dieppe-1765 Le Havre) et de Anne Le Golft.
Elle seconda l’abbé Dicquemare, naturaliste ami de son père, dans ses travaux scientifiques et combattit la traite négrière, puis effectua ses propres recherches. Légataire de ce mentor, elle tente de faire publier le grand travail qu’il a entrepris sur les mollusques, mais les frais nécessaires font reculer les autorités successives. Les nombreuses démarches qu’elle entreprend à cette fin la mettent en relation avec les hommes de science de la fin du XVIIIe siècle tels que Condorcet, Louis Daubenton, Georges Cuvier ou Bernard Lacépède.
Institutrice, elle publie en 1788 des Lettres sur l’éducation, puis se livre à divers travaux littéraires qui ne sont pas publiés mais deux de ses ouvrages sont toujours cités avec curiosité : sa Balance de la nature (1784), où, sur des critères de morphologie, d'éthologie et d'utilité pour l'Homme, elle attribue des notes sur 20 à des centaines d’animaux, de végétaux et de minéraux, et son Esquisse d’un Tableau général du genre humain (1787), planisphère ethnographique sur lequel tous les peuples alors connus, ainsi que leurs caractéristiques, sont représentés par des symboles.
À Rouen où elle a été professeur de géographie et de dessin, Marie Le Masson vit les dernières années de sa vie modestement et à peu près oubliée.
À sa mort, elle lègue à la ville de Rouen sa bibliothèque dans laquelle est comprise la collection de dessins, gravures et planches en cuivre qui devaient servir à la publication de l’ouvrage de l’abbé Dicquemare.
Elle était membre de plusieurs académies provinciales ainsi que de l’Académie royale d’Éducation de Madrid, du cercle des Philadelphes du Cap français, de la Société royale de Bilbao et d'autres.

## Œuvres
- Entretien sur Le Havre, Le Havre, chez les libraires, 1781.
- Balance de la nature, Paris, chez Barois l’aîné, 1784. Réédité par Marc Décimo, préface : « La femme qui notait la Nature », Les Presses du réel, 2005).
- Esquisse d’un tableau général du genre humain, planisphère imprimé par Maurille-Antoine Moithey, ingénieur-géographe du roi, 1787.
- Le Havre au jour le jour de 1778 à 1790, Philippe Manneville (éd.), Rouen, Société de l’histoire de Normandie, 1999.Procure les Annales de la ville du Havre rédigées par Marie Le Masson Le Golft entre 1778 et 1790, ainsi que des extraits de l'Entretien sur Le Havre.Voir aussi Marie Le Masson Le Golft, Coup d’œil sur l’état ancien et présent du Havre, Hervé Chabannes (éd.), Presses universitaires de Rouen et du Havre, 2017. En ligne sur openedition.
- Lettres relatives à l’éducation, Paris, Buisson, 1788.

### Sources
- Papiers manuscrits. Bibliothèque municipale de Rouen.
- Correspondance Dubois de Fosseux. Archives départementales du Pas-de-Calais.